# Podlešín
Podlešín település Csehországban, a Kladnói járásban. Podlešín Knovíz, Želenice, Žižice és Zvoleněves településekkel határos. Lakosainak száma 332 fő (2024. január 1.).

## Népesség
A település lakosságának változását az alábbi diagram mutatja:
| Lakosok száma | 470  | 597  | 567  | 457  | 297  | 297  | 332  | 323  | 329  | 332  |
|               | 1869 | 1890 | 1921 | 1950 | 1980 | 2001 | 2017 | 2019 | 2022 | 2024 |